# Bonaventura Bruguera i Codina
Bonaventura Bruguera i Codina (Canet de Mar, Maresme, 25 de març de 1795 - Tarragona, Tarragonès, 14 d'agost de 1876) fou un compositor i mestre de capella català del segle xix.

## Biografia
Fou fill de Miquel Bruguera i de Gerònima Codina, segons l'acte de defunció, naturals ambdós de Canet de Mar.
Segons sembla palesar el manuscrit CMar 68, inicià els estudis musicals a la capella de Canet amb Josep Saurí abans d'entrar a formar-se a la catedral de Barcelona amb el mestre Francesc Queralt. L'any 1818 va realitzar les proves per accedir al càrrec mestre de capella de la catedral de Vic, on finalment va entrar. Un any més tard, al 1819, va accedir al mateix càrrec de la catedral de Tarragona, on s'hi va estar fins al 1876, l'any de a la seva mort.
Va assistir a les festes d'inauguració del nou temple del santuari de la Mare de Déu de la Misericòrdia de Canet de Mar, el 1857.

Va escriure sobretot música religiosa. Va compondre tant obra litúrgica (misses, magníficats, ...) com en llengua vernacla (trisagis, rosaris, villancets, letrillas, goigs, etc.). També té producció simfònica, minsa però significativa. Habitualment va fer servir orquestracions molt plenes, ben pròpies de la música del Romanticisme.
Tot i que molta de la seva música es conserva a la catedral de Tarragona, també n'hi ha còpies en altres arxius, fins i tot de llocs allunyats com Castelló d'Empúries, això demostra que les seves obres van tenir una notable difusió.
El va succeir com a mestre de capella de la Catedral de Tarragona el músic barceloní Rafael Maneja i Casades.

## Estil Musical
Bonaventura Bruguera i Codina va estudiar, i va rebre la influència de Francesc Queralt, que dins de Catalunya va tenir un pes important a finals del segle XVIII i principis del XIX, sobretot pel que fa a la música religiosa. El punt característic que podem esmentar sobre les seves primeres obres és l'ús d'un llenguatge merament clàssic, tirant cap a un estil precocista i un Estil galant. Treient així de les seves composicions l'ús de veus i/o instrument concertants, l'ús de cromatismes, l'embelliment molt detallat i repetitiu i l'ús de temes melódics.
Pel que fa a les seccions vocals i als cors, Bruger experimenta amb l'ús del doble cor.

Encara que el compositor Bonaventura va tenir uns inicis propis del Classicisme musical, s'obre a nous horitzons i segeueix tendències romàntiques com podria ser la seva orquestració, basada principalment en les orquestres que es formaven en les catedrals catalanes.

## Obres
- Antífona
- Ària
- Cànon
- Càntic
- Copla
- Gozo
- Himne
- Laments
- Lletania
- Lletres
- Magnificats
- Missa
- Motet
- Oratiri
- Pregària
- Responsòri
- Rosari
- Salm
- Salve
- Simfonia orquestral
- Tedeum
- Trisagi
- Villancet

## Obres Enregistrades
Fins al moment hi han enregistrades 135 obres compostes de la mà de Bonaventura Brugera i aquest son alguns dels exemples d'elles:
- Antífona i Salm per a 4 veus i orquestra
- Ària per a 1 veu i orquestra
- Cànon a 4 ves
- Càntic per a 4 veus i orquestra
- Missa per a 4 veus i orquestra